# Батуринцы
Батуринцы — русский дворянский род, малороссийского происхождения.
Потомство Давида Батуринца, значного войскового товарища, получившего 11 июня 1688 года универсал гетмана Мазепы на село Архиповку Шептаковской сотни.

## Описание герба
В голубом поле три чёрных охотничьих рога в звезду. Щит увенчан дворянскими шлемом и короной.
Нашлемник: две опрокинутых «охотничьих трубы».